# Верхнее Буково
Верхнее Буково — деревня в Тарногском районе Вологодской области.
Входит в состав Заборского сельского поселения, с точки зрения административно-территориального деления — в Лохотский сельсовет.
Расстояние до районного центра Тарногского Городка по автодороге — 30 км, до центра муниципального образования Красного по прямой — 4 км. Ближайшие населённые пункты — Видерниковская, Ожигинская, Стрелица.
По данным переписи в 2002 году постоянного населения не было.